# Хокеј на леду на Зимским олимпијским играма 1998.
Такмичења у хокеју на леду на Зимским олимпијским играма 1998. у Нагану одржана су од 7. до 22. фебруара, у дворанама Биг Хат и Аква Винг арени.

## Систем такмичења
Учествовало је 14 екипа, у прелиминарној рунди су 8 екипа биле подељене у две групе са по четири екипа. У групи је играо свако са сваким по једну утакмицу. Четвртопласиране екипе из обе групе играле су утакмицу за 13. место. Трећепласиране екипе играле су утакмицу за 11. место. Другопласиране екипе играле су утакмицу за 9. место. Победници група наставили су такмичење у Првој рунди. У Првој рунди 8 екипа је било подељено у две групе по четири екипа. Четири првопласиране екипе из обе групе играле су у четвртфиналу унакрсно (А1-Б4, А4-Б1, А2-Б3, А3-Б2). Победници четвртфинала играли су у полуфиналу, а победници у полуфиналу пласирали су се у финале. Поражени у полуфиналу су се борили за треће место.
Учествовало је 6 екипа. У првом кругу играло се по једнокружном лига систему (свако против сваког једну утакмицу). Даље се играло за пласман на основу заузетог места на табели добијеној после првог круга. Тећепласиране су са четвртопласираним играле за треће место, а првопласиране и другопласиране за прво место. Поредак за пето и шесто место је остао као у табели, јер се није играла утакмица за пето место.

## Освајачи медаља и коначни пласман
| Дисциплина      | Злато | Сребро | Бронза | 4   | 5   | 6   | 7   | 8   | 9   | 10  | 11  | 12  | 13  | 14  |
| --------------- | ----- | ------ | ------ | --- | --- | --- | --- | --- | --- | --- | --- | --- | --- | --- |
| Мушкарци детаљи | ЧЕШ   | РУС    | ФИН    | КАН | ШВЕ | САД | БЛР | КАЗ | НЕМ | СЛК | ФРА | ИТА | ЈАП | АУС |
| Жене детаљи     | САД   | КАН    | ФИН    | КИН | ШВЕ | ЈАП |     |     |     |     |     |     |     |     |

## Биланс медаља
| Пласман | Екипа                     | Злато | Сребро | Бронза | Укупно |
| 1       | Чешка                     | 1     | 0      | 0      | 1      |
| 1       | Сједињене Америчке Државе | 1     | 0      | 0      | 1      |
| 3       | Канада                    | 0     | 1      | 0      | 1      |
| 3       | Русија                    | 0     | 1      | 0      | 1      |
| 5       | Финска                    | 0     | 0      | 2      | 2      |
|         | Укупно (5)                | 2     | 2      | 2      | 6      |